# Deurne (Antwerpen)

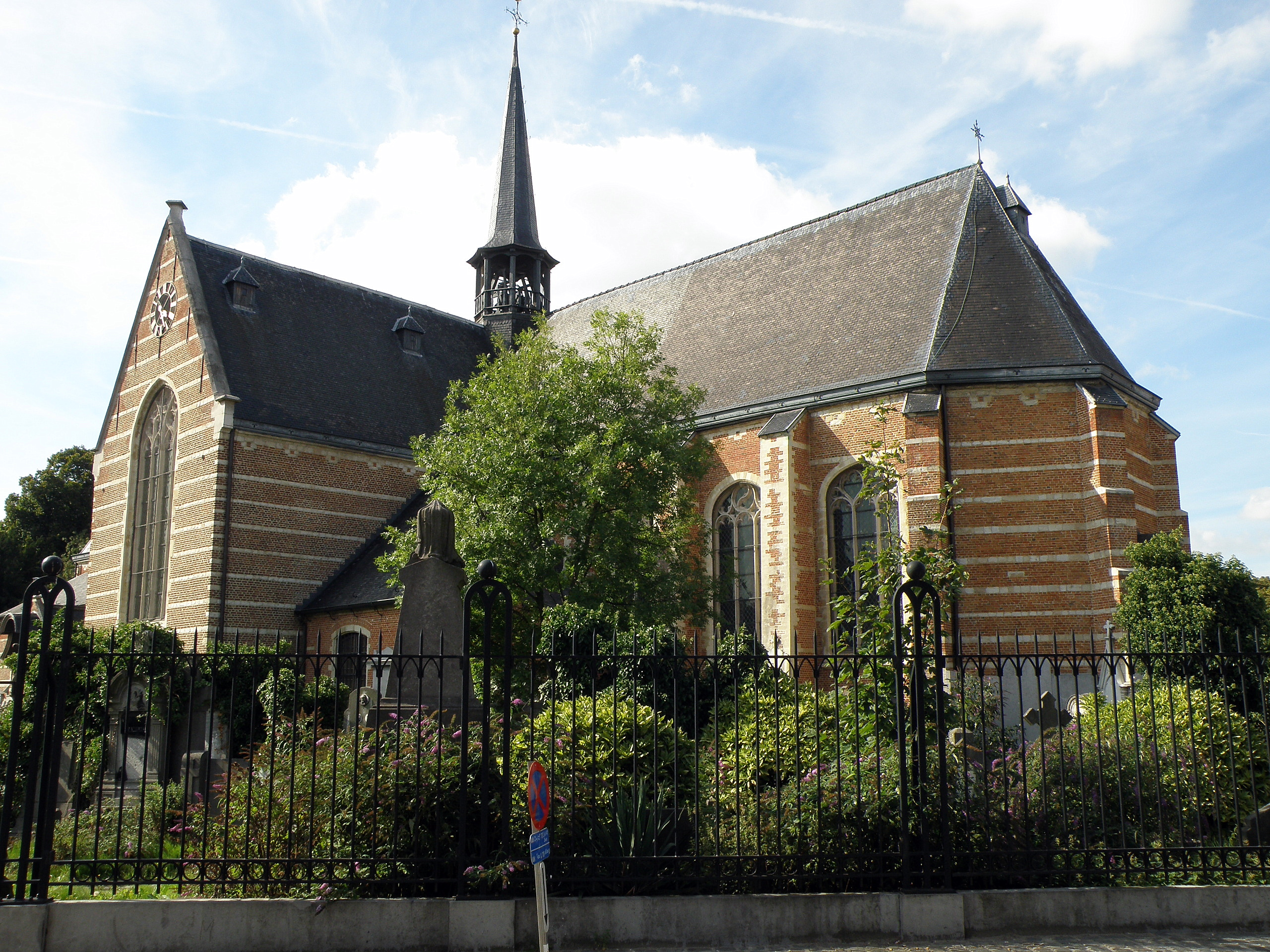
Sint-Fredeganduskerk

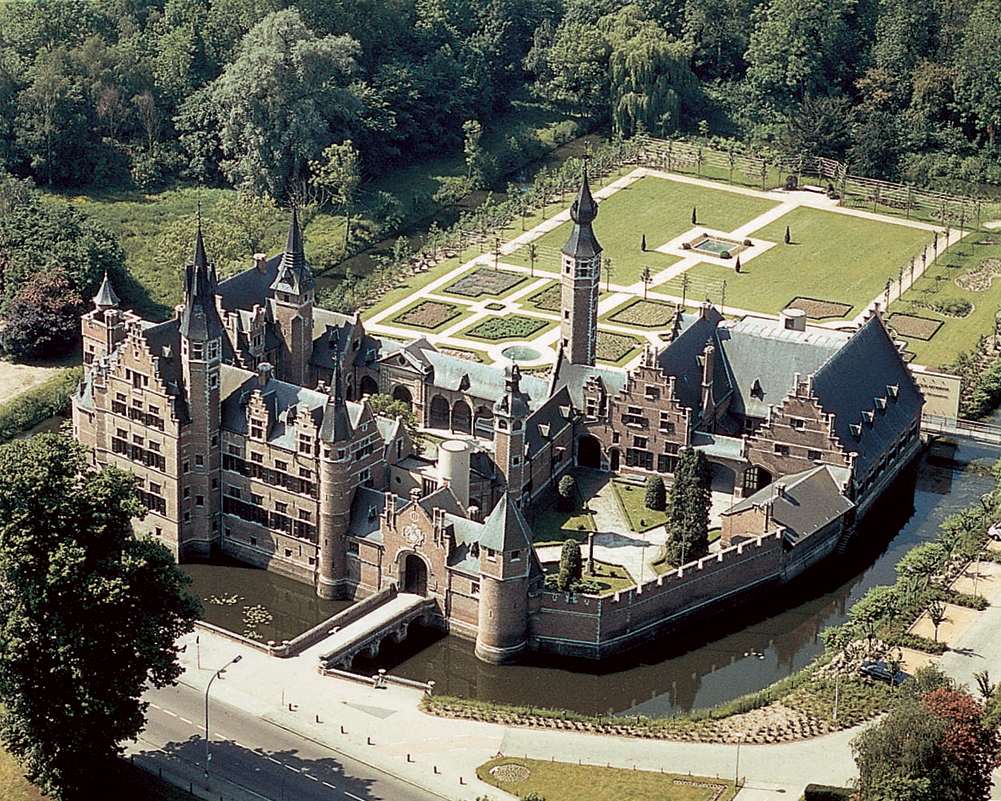
Kasteel Sterckshof, voormalig zilvermuseum

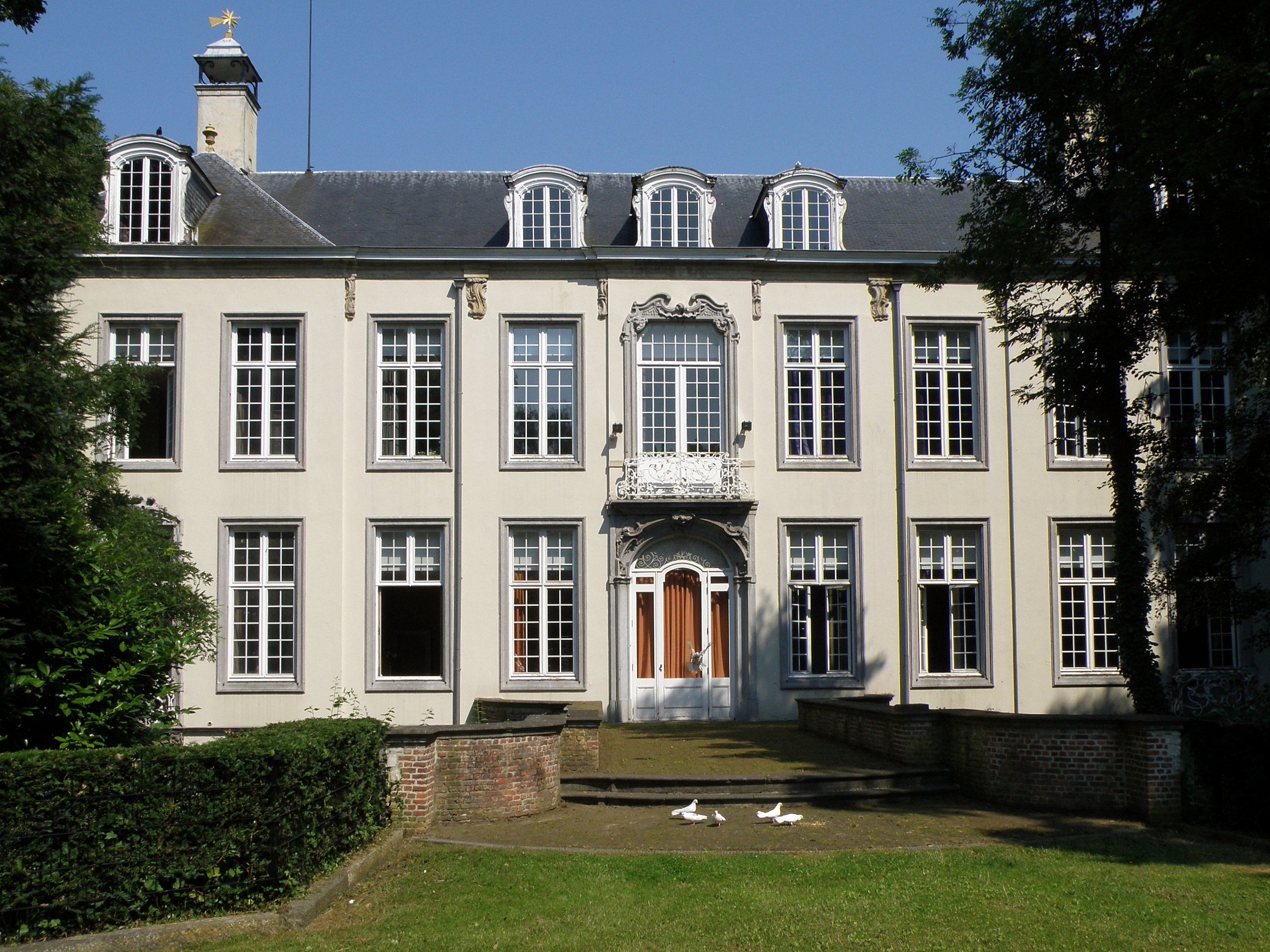
Kasteel Boekenberg n.o.v. architect J.P. Van Baurscheit de jonge (ca. 1750)

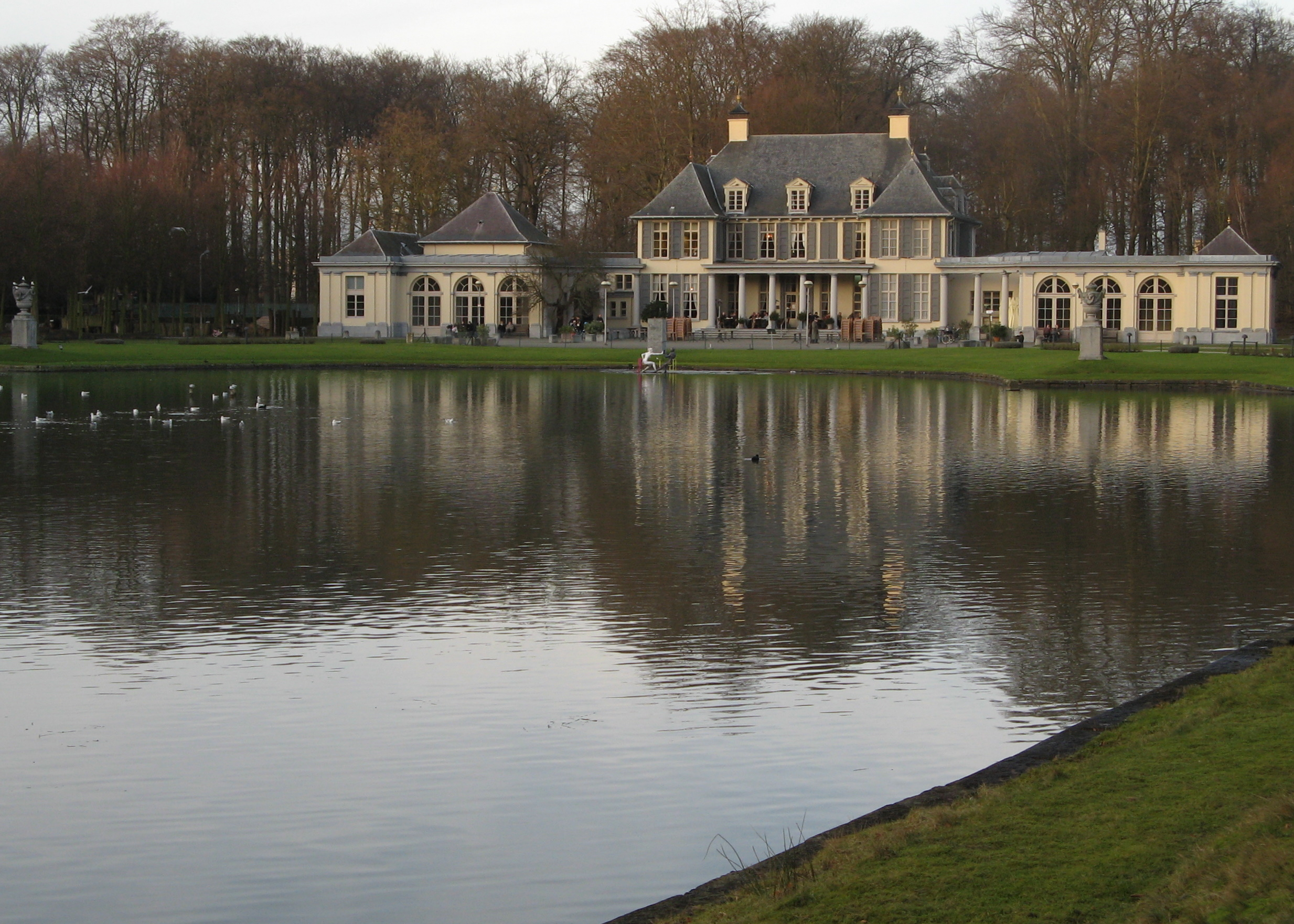
Classicistisch kasteel Rivierenhof uit 1777

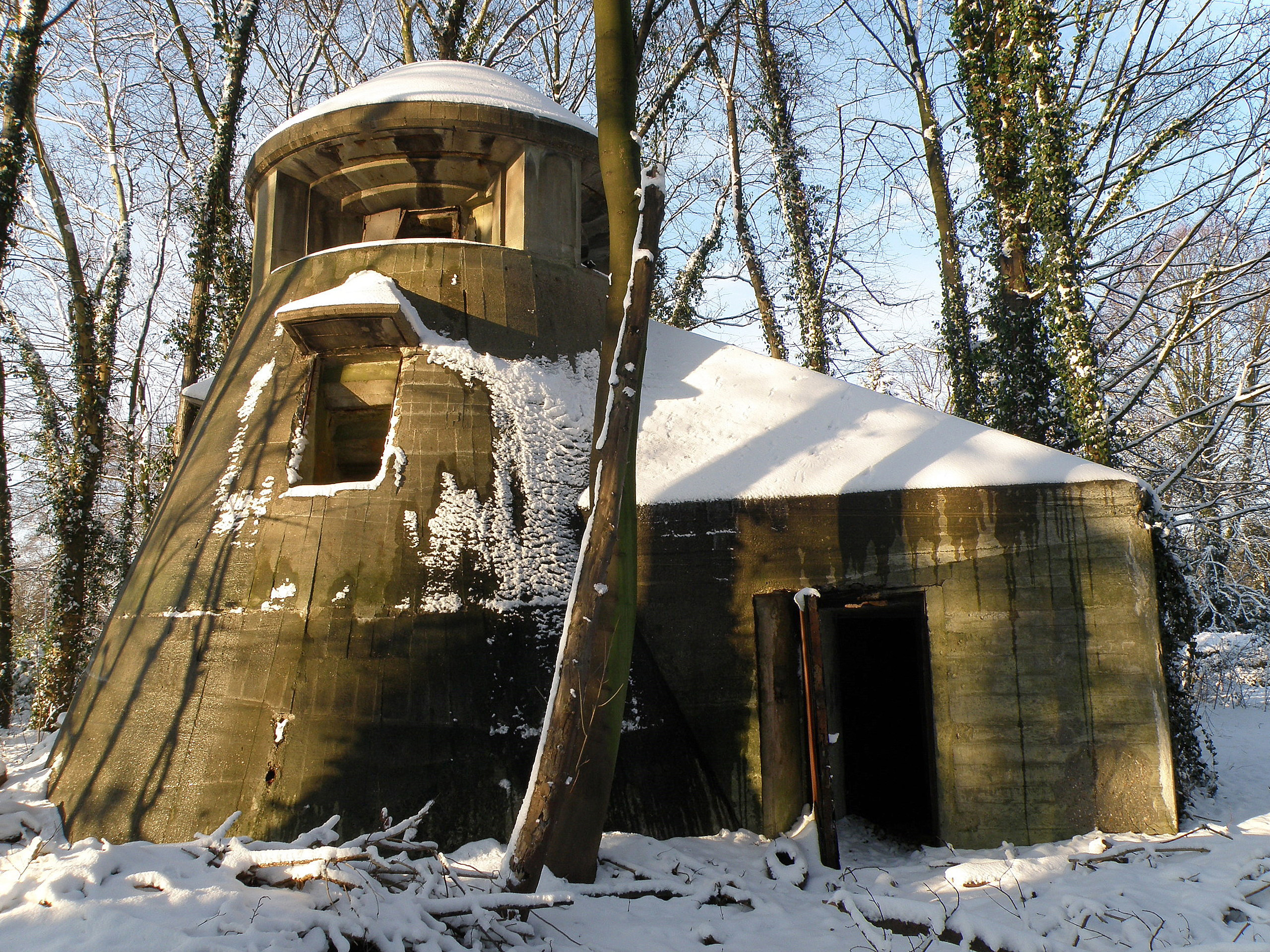
Duitse commandobunker uit WOII aan het Drakenhof nabij het vliegveld van Deurne

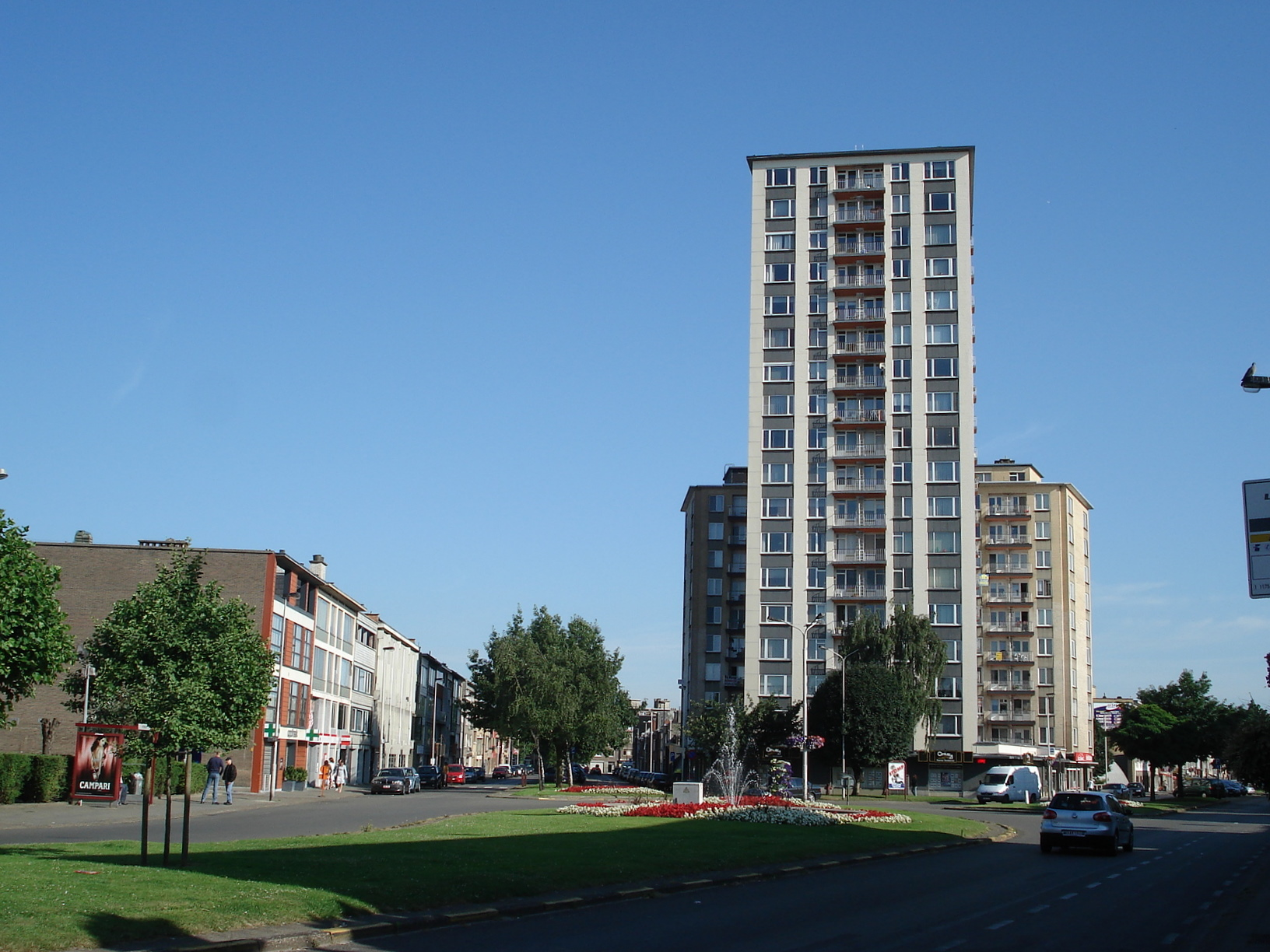
Deurne-Noord: Craeybeckxlaan.

Deurne is een plaats in België en een stadsdistrict van de stad Antwerpen. Het is opgedeeld in 20 buurten. District Deurne is het op drie na grootste district en heeft het op een na grootste inwoneraantal van de stad Antwerpen (het district Antwerpen heeft het grootste aantal inwoners). Deurne was een zelfstandige gemeente tot aan de gemeentelijke herindeling van 1983.
Deurne wordt vooral gekenmerkt door haar groene omgeving van de parken, Bisschoppenhof, Boekenbergpark en Rivierenhof maar is ook sterk verstedelijkt.

## Geschiedenis

### Het ontstaan van een nederzetting
In Deurne en onmiddellijke omgeving werden sporen van voorhistorische bewoning aangetroffen. De Romeinse bezetting in de streek van Deurne duurde vermoedelijk niet langer dan de 3e eeuw van onze jaartelling.
Er wordt verondersteld dat zich in Deurne een kleine Frankische boerengemeenschap vestigde op de rechteroever van de Schijn, nabij de monding in de Schelde, die toen in de huidige bedding van de Antwerpse Ring stroomde.
Aan de hand van enkele schaarse gegevens weet men dat rond 836 de streek grondig werd verwoest door Noormannen. In die tijd bestond Deurne uit een nederzetting of gehucht op de rechteroever van de Schijn, waar zich nu de wijk Deurne-Noord bevindt. De 12de-eeuwse Eiendijk werd aangelegd in een tijd waarin behoefte was om Antwerpen via de vallei van de Potvliet en van de Schijn behoorlijk te verbinden met de Kempen. In de 12e eeuw behoorde de parochie Deurne tot het land van Rijen, een onderdeel van het hertogdom Brabant dat deel uitmaakte van het Duitse Rijk. De domaniale heer was de prins-bisschop van Luik, die enkel de wereldlijke macht uitoefende. Hoe de Luikse prins-bisschop in het bezit kwam van zijn Deurnse domein is niet duidelijk. Aanvankelijk had hij weinig interesse voor Deurne omdat het een streek betrof die slechts schaars bewoond was door een arme boerenbevolking. Dit verandert in de loop van de 12e eeuw met de opkomst van de steden en een bloeiende landbouw. Het feit dat het aan belang winnende Antwerpen nu vanuit Deurne gemakkelijk te bereiken was en dat de hertog optrad als tolheffer aan de Eiendijk, waren voor de prins-bisschop een aansporing om de domaniale organisatie van zijn bezittingen te organiseren. Zo zien we dat in 1186 op het Bisschoppenhof een schepenbank fungeert, die een vonnis velt bij geschillen.
Vanaf 1288 doen zich in deze streek een aantal belangrijke machtsverschuivingen voor. Jan I, de hertog van Brabant, die door zijn overwinning bij Woeringen de handelsweg naar Rijnland had beveiligd, kreeg gedaan dat de prins-bisschop afzag van zijn immuniteitsrechten op het Deurnse domein. De hertog zou hier voortaan optreden als wereldlijk heer en de Deurnse schepenbank viel dan onder zijn bevoegdheid. De stad Antwerpen kocht de tol van de Eiendijk af. Deze nieuwe toestand blijft, op enkele uitzonderingen na, voortbestaan tot aan de Franse Revolutie.

### Belang van Antwerpen neemt toe
In de 15e eeuw worden de meeste grondbezitters van Deurne rijk, terwijl de Deurnse boer in regel een pachter was, die zijn akkers mocht bewerken op voorwaarde dat hij regelmatig de huur en de tienden betaalde. De landbouw bracht voldoende op om ten hoogste een bevolking van ca. 850 personen te voeden. Antwerpen kent een enorme bloei tijdens de 16e eeuw, het stadsbestuur zal niet alleen trachten de heerlijke rechten over Deurne-Borgerhout te verwerven, maar zullen Antwerpse kooplieden hier overal lusthoven of kastelen bouwen. Zo’n lusthof gold als een statussymbool dat de nieuwe rijken toegang verschafte tot de adel. Kastelen als te Couwelaer, Rivierenhof en Sterckshof dateren uit die tijd. Het bouwen van deze kastelen had tot gevolg dat Deurne in tegenstelling tot Borgerhout zijn landelijk karakter bewaarde. Voor Deurne waren de godsdienstoorlogen een ramp. In 1593 bestond de gemeente praktisch niet meer en toen er eindelijk betere tijden aanbraken, ging de heropbouw uiterst langzaam. Een gedeelte van de huidige Sint-Fredeganduskerk kwam eerst in 1604 onder dak.
De financiële activiteit in Antwerpen nam toe zodat er voldoende rijkelui waren die zich de weelde van een kasteel in Deurne konden veroorloven. Het Rivierenhof in zijn huidige vorm, het kasteel Boekenberg en het Bisschoppenhof dateren uit die tijd. Zo bleef Deurne leven onder archaïsche verhoudingen tot aan de Franse Revolutie, waardoor alle feodale rechten werden afgeschaft.
Tijdens de Franse bezetting in 1800 werden de oude parochiale organisaties opgeheven en vervangen door municipaliteiten. Van dan treedt in Deurne-Borgerhout een eerste burgemeester (maire) op. Er wordt een eerste basale organisatie van openbare diensten doorgevoerd en er wordt een gemeenteschool gesticht.
In de 19e eeuw breekt een nieuwe bloeiperiode voor Antwerpen aan, diverse inwijkelingen uit de Kempen vinden de weg naar de opkomende grootstad en vestigen zich in Borgerhout en Deurne. Een eerste verbindingsweg tussen de wijken Noord-Centrum en Zuid wordt in de tweede helft van de 19e eeuw aangelegd. De belangrijkste geografische factor, die in de sociale en economische ontwikkeling van Deurne een rol speelt, is dan ook de strategische ligging naast Antwerpen.
Onder het Nederlands bewind (1814-1830) zal het verschil tussen het meer op industrie en handel georiënteerde Borgerhout en het landelijke Deurne zo groot worden dat ten slotte in 1836 beide gemeenten worden gescheiden. Inmiddels telde Deurne 2089 inwoners.

### Deurne werkt eigen beleid uit
De eerste Deurnse gemeenteraad werd verkozen op 13 september 1836. Georges Cogels, burgemeester van 1839 tot 1885, was mede-eigenaar van het Rivierenhof en afstammeling van een bankiersfamilie. Hij deed zijn uiterste best bij de bestrijding van de cholera-epidemieën tussen 1859 en 1866. Cogels stond toe dat men door zijn gronden een verbindingsweg met Deurne-Zuid aanlegde. Hij trachtte de inwijking van vreemde arbeiders af te remmen, door het heffen van een taks op volkswoningen. Ook verzette hij zich tegen het inrichten van een bibliotheek en tegen het oprichten van een avondschool. Hij bleef bij zijn standpunt tijdens de schoolstrijd van 1879-1884. De aangroei van de bevolking stelde problemen van sociale aard. Het inwijkingsproces was niet meer te stuiten. Onder het mandaat van burgemeester Florent Pauwels (1885-1908) overschreed het aantal inwoners de 10.000.
Na 1918 verbeterden de sociale toestanden, waarbij ook minder welgestelden een eigen woning konden bouwen. Anderzijds bleek ook dat de grootgrondbezitters van Deurne hun gronden op veel voordeligere wijze konden exploiteren, wanneer zij ze omvormden tot bouwgrond en er nieuwe straten lieten doortrekken.
Tot dan was Deurne een landelijke gemeente en waren de belangrijkste posten voorbehouden aan adellijke en invloedrijke families. De aanstelling van August Van de Wiele (1919-1932) na de Eerste Wereldoorlog wees op een gewijzigde levensopvatting. Onder het burgemeesterschap August Van de Wiele kende Deurne zijn eerste grote expansie ingevolge de talrijke nieuwe woonwijken. De voortdurende uitbreiding van de gemeenten, de moderne verkeersaders, de verbindingsmogelijkheden, de aanzienlijke toename van bevoegdheden en activiteiten hebben een nauwere samenwerking tussen de toenmalige gemeenten onderling in het leven geroepen. In 1920 groeide de bevolking tot 15.432. Na de Eerste Wereldoorlog werd deze beweging nog gestimuleerd door een inwijking uit Antwerpen naar de randgemeenten. In 1932 telde Deurne 49.349 inwoners.

### Tweede Wereldoorlog
De gemeente werd rond 20 mei 1940 bezet door het Duitse leger en bevrijd op 4 september 1944.

#### Wegvoeren van de Joodse burgers
Uit Deurne werden minstens 195 Joden weggevoerd naar concentratiekampen in Duitsland, waar de overgrote meerderheid vermoord werd.

#### Slachtoffers
De V-bommen (V-1 en V-2), die Deurne teisterden, richtten grote schade aan en maakten tal van slachtoffers. Het totale aantal slachtoffers is onbekend en ligt allicht hoger dan het Belgische gemiddelde van 1,02% van de bevolking. De site bel-memorial.org meldt o.a. een monument voor 24 gesneuvelden van de tweede wereldoorlog bij het Bosuilstadion (afgebroken in 1980) en een oorlogsmonument aan het Kasteel Sterckshof.

### Naoorlogse geschiedenis
In 1948 was de geleden schade hersteld. In de jaren zestig werden omvangrijke initiatieven gerealiseerd: de sociale woningbouw, modernisering en uitbreiding van de onderwijsinrichtingen, oprichting van een diagnostisch centrum, bouw van een nieuwe bibliotheek, verwezenlijking van verscheidene sportcomplexen en er wordt meer aandacht geschonken aan groenvoorziening. De brutalistische Arenawijk werd in de jaren zestig gebouwd naar een ontwerp van Renaat Braem.

### Aantal inwoners neemt stilaan af
Van 1972 af verminderde het aantal inwoners ten voordele van de verder van de stad gelegen landelijke gemeenten. Vanaf 1976 vertraagde de nood aan geldmiddelen heel wat realisaties en zette vanzelfsprekend ook een domper op te nemen initiatieven. In 1981 werd onder meer het pomp- en zuiveringsstation, op de linker Schijnoever, eindelijk in bedrijf genomen. Het Deurnse OCMW opende in 1981 zijn serviceflats en op 12 juni van datzelfde jaar werd een geriatrische kliniek ingehuldigd. Het cultureel centrum Rix, waarvan de tentoonstellingszaal reeds sinds 1979 ter beschikking stond, kon op 12 maart 1982 officieel in gebruik worden genomen.

### Fusie
Op 1 januari 1983 werd Deurne met zeven andere gemeenten - Antwerpen, Berchem, Borgerhout, Ekeren, Hoboken, Merksem en Wilrijk - gefusioneerd tot de stad Antwerpen. Hierdoor ontstond een stad met meer dan 500.000 inwoners. Iedere vroegere gemeente werd omgevormd tot "district" met elk een districtshuis, het vroegere gemeentehuis. Vele diensten werden gecentraliseerd. Per district bleef een dienstencentrum bestaan, waar de inwoners voor tal van zaken terechtkunnen: informatie, bevolking, burgerlijke stand, sociale zaken, bouwkundige vergunningen enz.

## Geografie

### Kernen en wijken
De geografie van Deurne wordt gekenmerkt door de centrale ligging van het Rivierenhof in het grondgebied van het district. Dit valt samen met de vallei van de rivier Schijn. De buurten ten noorden van de Schijn worden gegroepeerd als Deurne-Noord (Deurne Dorp, Bosuil, Ruggeveld,...); de buurten ten zuiden van de rivier als Deurne-Zuid (Morkhoven, Muggenberg, Kriekenhof, Driekoningen, Eksterlaar, Boekenberg,...). Deurne-Zuid is rijker en heeft een sterk verschillende demografie ten opzichte van Deurne-Noord. Het dorp Deurne ontstond aan de noordelijke rand van de Schijnvallei, rond de Turnhoutsebaan. Deze wijk staat vandaag nog steeds bekend als Deurne Dorp. In het uiterste zuiden van het district ligt een deel van de Luchthaven Deurne.

### Demografische ontwikkeling
- Bronnen:NIS, Opm:1831 tot en met 1981=volkstellingen
- 1846: Afsplitsing van Borgerhout in 1836

## Bezienswaardigheden
- Kasteel het Gallifort

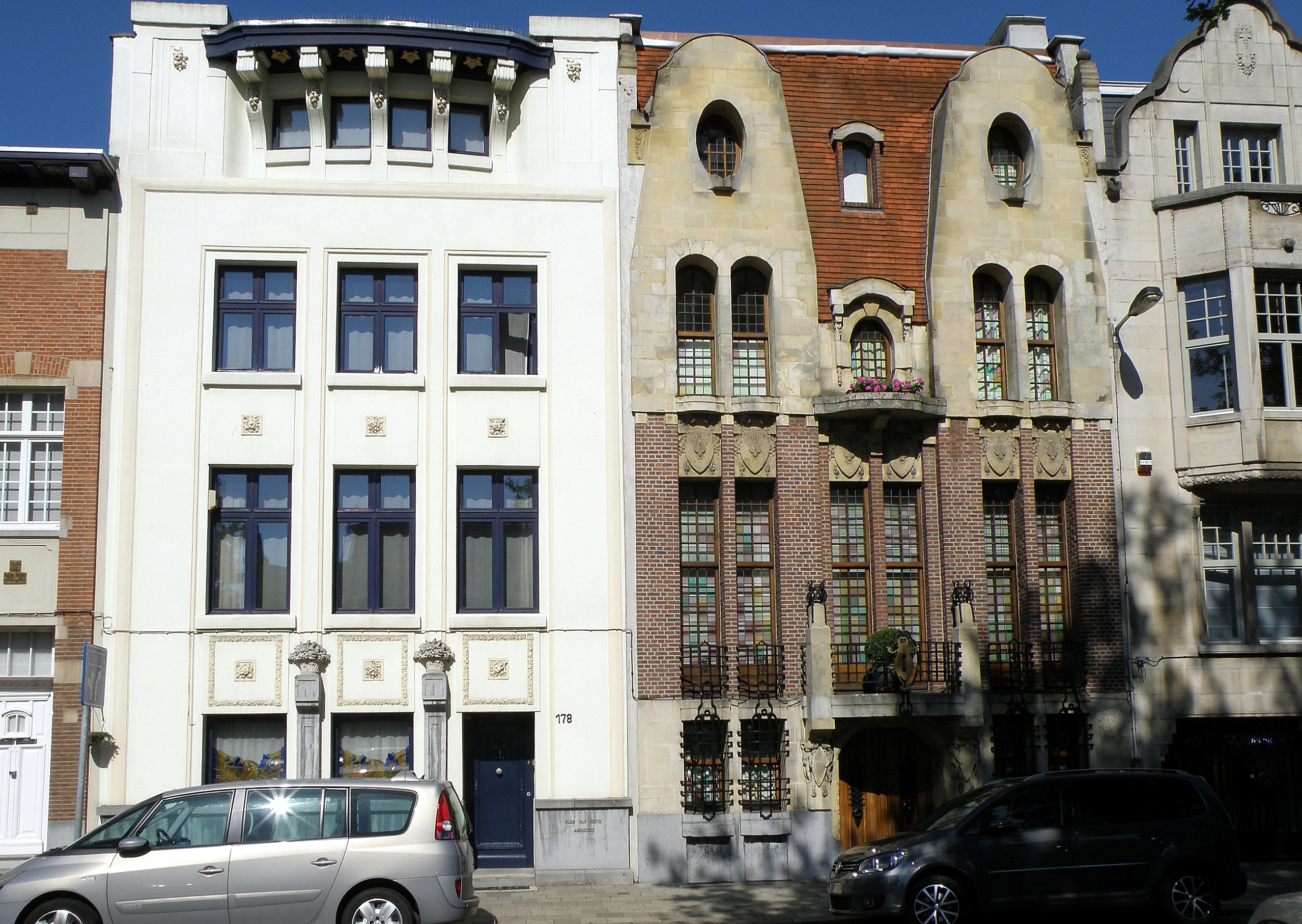
Het wit bepleisterde huis n.o.v. architect en schilder Flor Van Reeth en het woonhuis in art-decostijl, genaamd De Liana-Halle n.o.v. architect Jef Huygh (1923) gelegen op de Boekenberglei.

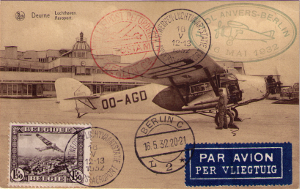
Postkaart van de luchthaven van Deurne, afgestempeld op de eerste dag van de lijn Antwerpen-Berlijn.

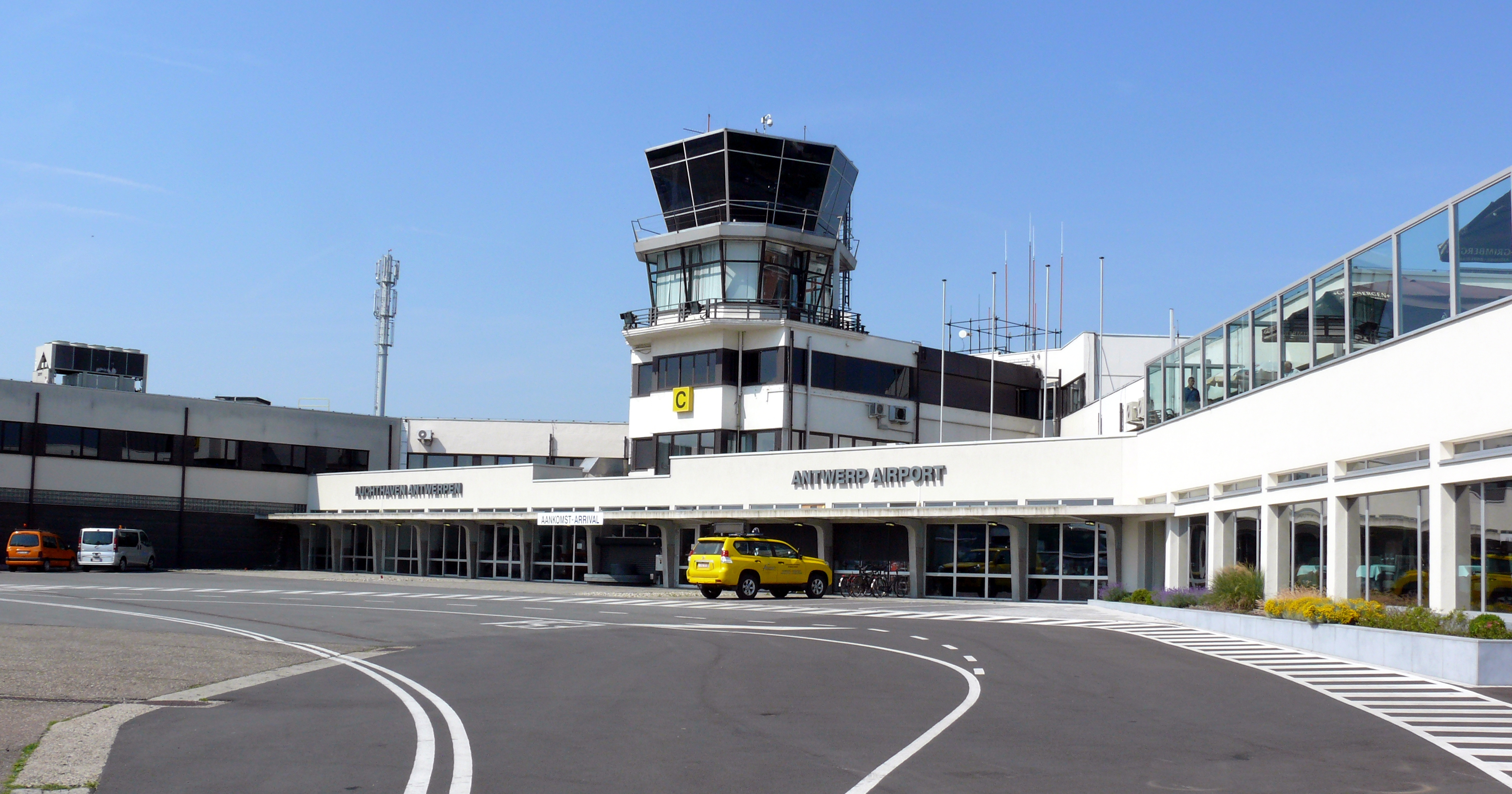
Luchthavengebouw van de Internationale Luchthaven Antwerpen

- Classicistisch kasteel en provinciaal recreatiedomein Rivierenhof
- Kasteel Sterckshof
- Kasteel Te Couwelaar
- Kasteel Boekenberg
- Bisschoppenhof
- Kasteel Zwarte Arend
- Duitse commandobunker uit WOII aan het Drakenhof
- Volksmuseum Turninum
- De art-deco-Onze-Lieve-Vrouw van Altijddurende Bijstandkerk, ontworpen door Jef Huygh (1924-'25)
- Neogotische Sint-Rochuskerk en dito pastorij n.o.v. Frans Baeckelmans
- Sint-Fredeganduskerk en -kerkhof, met pleurantes, stèles en grafmonumenten van verschillende bekende Antwerpenaren
- Huis Braem - Severin, de woning van (en ontworpen door) Renaat Braem
- Het wit bepleisterde huis n.o.v. architect en schilder Flor Van Reeth en het woonhuis in art-deco-stijl, genaamd De Liana-Halle n.o.v. architect Jef Huygh (1923) in de Boekenberglei.

### Musea
- Stampe & Vertongen museum, vliegtuig- en luchtvaartmuseum naar aanleiding van voormalige vliegtuigfabriek Stampe en Vertongen
- Volks- en Schildersmuseum Deurne, later VolXmuseum genaamd: ambachten, archeologie
- Renaat Braem Huis, voormalig woonhuis van architect Renaat Braem
- Natuurhistorisch Museum Boekenberg

## Natuur en landschap
Deurne was vroeger een overwegend agrarische gemeente maar is doorheen de jaren sterk verstedelijkt. De hoogte bedraagt 2-10 meter. Wateren zijn het Albertkanaal in het noorden en het Groot Schijn, een beek die Deurne-Noord en Deurne-Zuid van elkaar scheidt.
Een belangrijk natuurgebied is het 130 ha grote Provinciaal Domein Rivierenhof, en ook enkele kastelen bezitten nog omringende parken, zoals het Boekenbergpark en het Bisschoppenhofpark. De Bremweide in de wijk Deurne-Noord is een groene zone met grasland, heide, bos en beplanting op een oppervlakte van 30 ha. Het nieuwe Park Groot Schijn werd in juli 2023 volledig geopend. Het is 83 ha groot en er werden meer dan 800 bomen en 13.000 planten en struiken geplant. Wandelpaden tussen de natuur verbinden de terreinen voor jeugdverenigingen, sportclubs en een hondenloopzone.

## Politiek
Het bestuur is gevestigd in het Districtshuis van Deurne.

### Structuur
Het district Deurne maakt deel uit van de stad Antwerpen. Deze ligt in het kieskanton Antwerpen is identiek aan het provinciedistrict Antwerpen en ligt in het kiesarrondissement Antwerpen en de kieskring Antwerpen.
| Deurne           | Deurne           | Supranationaal         | Nationaal                         | Nationaal           | Gemeenschap         | Gewest              | Provincie           | Arrondissement  | Provinciedistrict | Kanton          | Gemeente        | District         |
| ---------------- | ---------------- | ---------------------- | --------------------------------- | ------------------- | ------------------- | ------------------- | ------------------- | --------------- | ----------------- | --------------- | --------------- | ---------------- |
| Administratief   | Niveau           | Europese Unie          | België                            | België              | Vlaanderen          | Vlaanderen          | Antwerpen           | Antwerpen       | Antwerpen         | Antwerpen       | Antwerpen       | Deurne           |
| Administratief   | Bestuur          | Europese Commissie     | Belgische regering                | Belgische regering  | Vlaamse regering    | Vlaamse regering    | Deputatie           | Deputatie       | Deputatie         | Deputatie       | Gemeentebestuur | Districtscollege |
| Administratief   | Raad             | Europees Parlement     | Kamer van volksvertegenwoordigers | Vlaams Parlement    | Vlaams Parlement    | Vlaams Parlement    | Provincieraad       | Provincieraad   | Provincieraad     | Provincieraad   | Gemeenteraad    | Districtsraad    |
| Kiesomschrijving | Kiesomschrijving | Nederlands Kiescollege | Kieskring Antwerpen               | Kieskring Antwerpen | Kieskring Antwerpen | Kieskring Antwerpen | Kieskring Antwerpen | Antwerpen       | Antwerpen         | Antwerpen       | Antwerpen       | Deurne           |
| Verkiezing       | Verkiezing       | Europese               | Federale                          | Federale            | Vlaamse             | Vlaamse             | Provincieraads-     | Provincieraads- | Provincieraads-   | Provincieraads- | Gemeenteraads-  | Districtsraads-  |

#### Districtscollege
| Districtscollege    | Districtscollege                                                                                    |
| ------------------- | --------------------------------------------------------------------------------------------------- |
| Districtsvoorzitter | Tjerk Sekeris (N-VA)                                                                                |
| Districtschepenen   | 1. Elke Brydenbach (N-VA) 2. Karen Maes (Groen) 3. Frank Vercammen (Vooruit) 4. Alain Hoeckx (N-VA) |

#### Districtsraad
De Deurnse districtsraad telt 29 zetels. De voorzitter van de raad is Frank Geudens (Vooruit).
De districtsraad heeft beslissingsbevoegdheid over sport-, jeugd-, cultuur- en seniorenbeleid. Ook over de communicatie van het district, de feestelijkheden en een gedeelte van de straat- en groenwerken kan de districtsraad beslissingen nemen. Over de andere domeinen kan de districtsraad adviezen geven.

### Geschiedenis

#### Voormalige burgemeesters en districtsvoorzitters
Zie: Lijst van burgemeesters van Deurne (Antwerpen)

#### Decentralisatie
Vanaf 1 januari 2001 wordt er gedecentraliseerd. Dit wil zeggen dat bepaalde bevoegdheden, die voordien bij de stad hoorden, terug naar het district komen. De bevoegdheden strekken zich uit over een zestal domeinen: lokaal straatbeeld, jeugdbeleid, cultuurbeleid en feestelijkheden, sport, seniorenwerking en communicatie. Hierdoor zal men sneller kunnen inspelen op de lokale behoefte. Het districtshuis is het eerste aanspreekpunt voor de burger.

#### Legislatuur 2013 - 2018
Van 2013 tot 2015 werd het district bestuurd door een coalitie van N-VA, CD&V en Open Vld, samen goed voor 15 van de 29 zetels. Op maandag 19 januari 2015 stapte districtsraadslid Bruno Denys uit de N-VA ging als onafhankelijke zetelen. Eind januari 2016 stapte Peter Wouters uit het college en werd als districtsvoorzitter vervangen door zijn partijgenoot Tjerk Sekeris. De coalitie werd begin februari met de partij Groen verruimd en Karen Maes van Groen verving Tjerk Sekeris als schepen in het college.
Van 2016 tot 2018 werd de coalitie gevormd door N-VA, Groen, CD&V en Open Vld, samen goed voor 18 van de 29 zetels.
De districtsraad voor 2013-2018 werd op 14 oktober 2012 gekozen.

#### Legislatuur 2019 - 2024
Van 2019 tot 2024 werd het district bestuurd door een coalitie van N-VA, Vooruit en Open Vld, samen goed voor 16 van de 29 zetels. In november 2023 stapte Freddy Lorent uit Open Vld, waarna hij als onafhankelijke schepen bleef.
Op 28 december werd de nieuwe bestuursploeg en het bestuursakkoord 'Ambitieus Deurne' voorgesteld in de lokalen van vzw Springs (Park Groot Schijn).
De districtsraad voor 2019-2024 werd op 14 oktober 2018 gekozen. 

#### Legislatuur 2025 - 2030
In de legislatuur 2025-2030 wordt het district Deurne bestuurd door een coalitie van N-VA, Groen en Vooruit, samen goed voor 17 van de 29 zetels. 
De districtsraad voor 2025-2030 werd op 13 oktober 2024 gekozen.

#### Resultaten districtraadsverkiezingen sinds 2000
Op 8 oktober 2000 werden de eerste districtsraadsverkiezingen voor het gemeentedistrict Deurne gehouden.
| Partij of kartel     | Partij of kartel                                     | 8-10-2000 | 8-10-2000 | 8-10-2006 | 8-10-2006 | 14-10-2012 | 14-10-2012 | 14-10-2018 | 14-10-2018 | 13-10-2024 | 13-10-2024 |
| Stemmen / Zetels     | Stemmen / Zetels                                     | %         | 27        | %         | 27        | %          | 29         | %          | 29         | %          | 29         |
| -------------------- | ---------------------------------------------------- | --------- | --------- | --------- | --------- | ---------- | ---------- | ---------- | ---------- | ---------- | ---------- |
|                      | PVDA1/ PVDA+2                                        | 2,441     | 0         | 4,432     | 1         | 9,752      | 3          | 11,01      | 3          | 22,11      | 7          |
|                      | Agalev1/ Groen!2/ sp.a-GroenA/ Groen3                | 9,981     | 3         | 10,272    | 2         | 23,85A     | 4          | 17,63      | 5          | 14,23      | 4          |
|                      | SP1/ sp.a-spirit2/ sp.a-GroenA/ sp.a3/ Vooruit4      | 18,181    | 5         | 31,352    | 9         | 23,85A     | 3          | 10,23      | 3          | 11,64      | 3          |
|                      | CVP1/ CD&V-N-VAB/ CD&V2                              | 9,511     | 2         | 11,6B     | 3         | 5,452      | 1          | 5,92       | 1          | 3,42       | 1          |
|                      | VU-ID1/ CD&V-N-VAB/ N-VA2                            | 3,201     | 1         | 11,6B     | 3         | 40,722     | 13 (12+1)  | 35,72      | 12         | 30,72      | 10         |
|                      | VLD1/ VLD-Vivant2/ Open Vld3                         | 15,881    | 5         | 9,122     | 2         | 4,663      | 1          | 3,73       | 1          | 1,93       | 0          |
|                      | Vlaams Blok1 / Vlaams Belang-VLOTT2 / Vlaams Belang3 | 37,881    | 11        | 43,462    | 12        | 14,073     | 4          | 13,63      | 4          | 14,23      | 4          |
|                      | Team Fouad Ahidar                                    | -         |           | -         |           | -          |            | -          |            | 1,9        | 0          |
|                      | D-SA                                                 | -         |           | -         |           | -          |            | 1,3        | 0          | -          |            |
|                      | Be.One                                               | -         |           | -         |           | -          |            | 0,6        | 0          | -          |            |
|                      | Partij Vlaanderen                                    | -         |           | -         |           | -          |            | 0,4        | 0          | -          |            |
|                      | Rood!                                                | -         |           | -         |           | 1,49       | 0          | -          |            | -          |            |
|                      | Vivant                                               | 1,62      | 0         | -         |           | -          |            | -          |            | -          |            |
|                      | WOW                                                  | 1,32      | 0         | -         |           | -          |            | -          |            | -          |            |
| Totaal stemmen       | Totaal stemmen                                       | 44690     | 44690     | 44641     | 44641     | 42362      | 42362      | 44678      | 44678      | 28469      | 28469      |
| Opkomst %            | Opkomst %                                            | 89,42     | 89,42     | 90,98     | 90,98     | 85,74      | 85,74      | 89,9       | 89,9       | 57,6       | 57,6       |
| Blanco en ongeldig % | Blanco en ongeldig %                                 | 4,00      | 4,00      | 5,52      | 5,52      | 3,31       | 3,31       | 4,6        | 4,6        | 1,5        | 1,5        |

De vetjes gedrukte getallen vormen de hieruit onderhandelde bestuursmeerderheid. De grootste partij is in kleur.
Onderstaande grafiek toont de evolutie van de zetelaantallen binnen de Deurnese districtraad.

## Cultuur

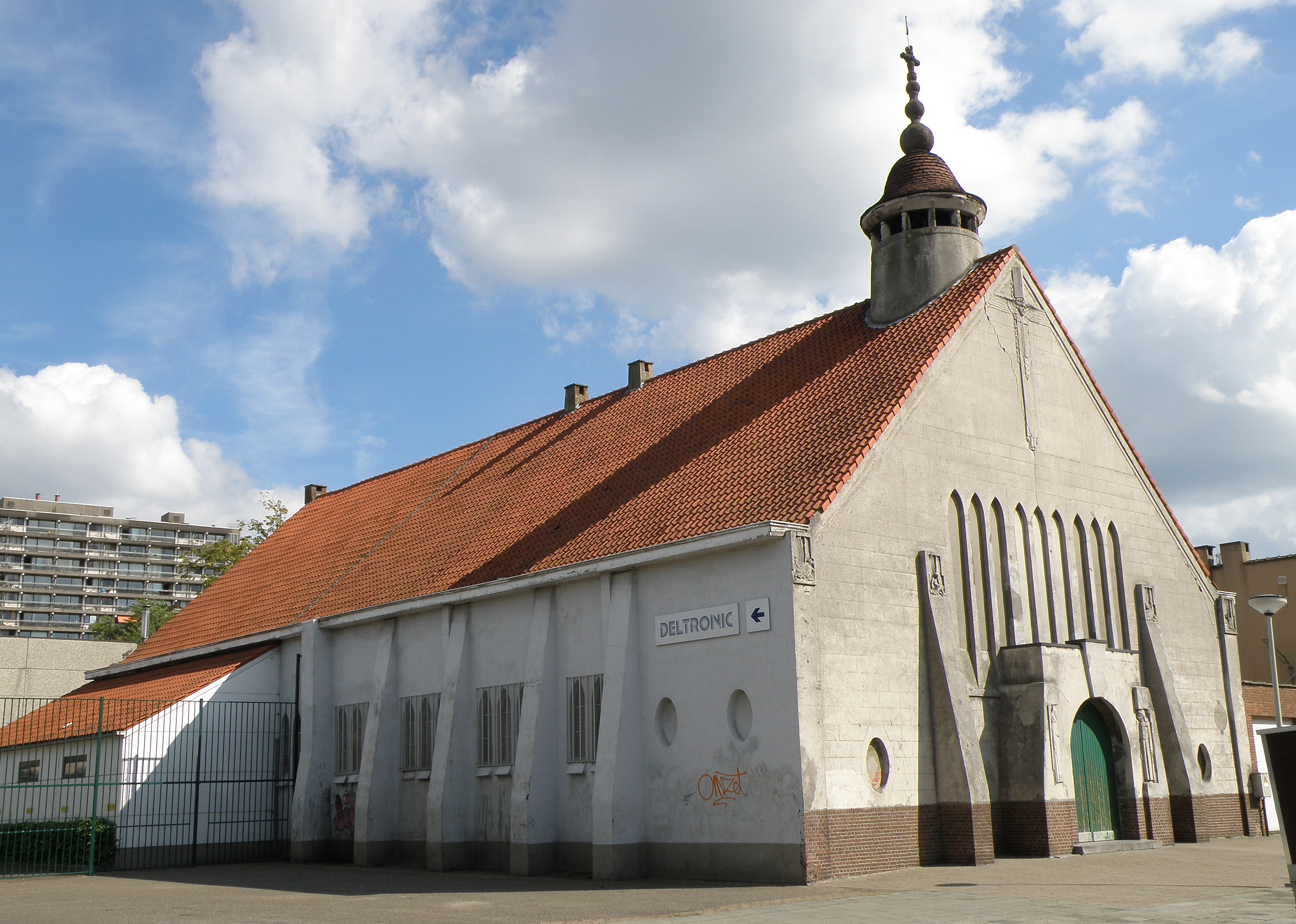
Parochiekerk Onze-Lieve-Vrouw van Altijddurende Bijstand in art-deco-stijl, n.o.v. archit. Jef Huygh (1924-'25)

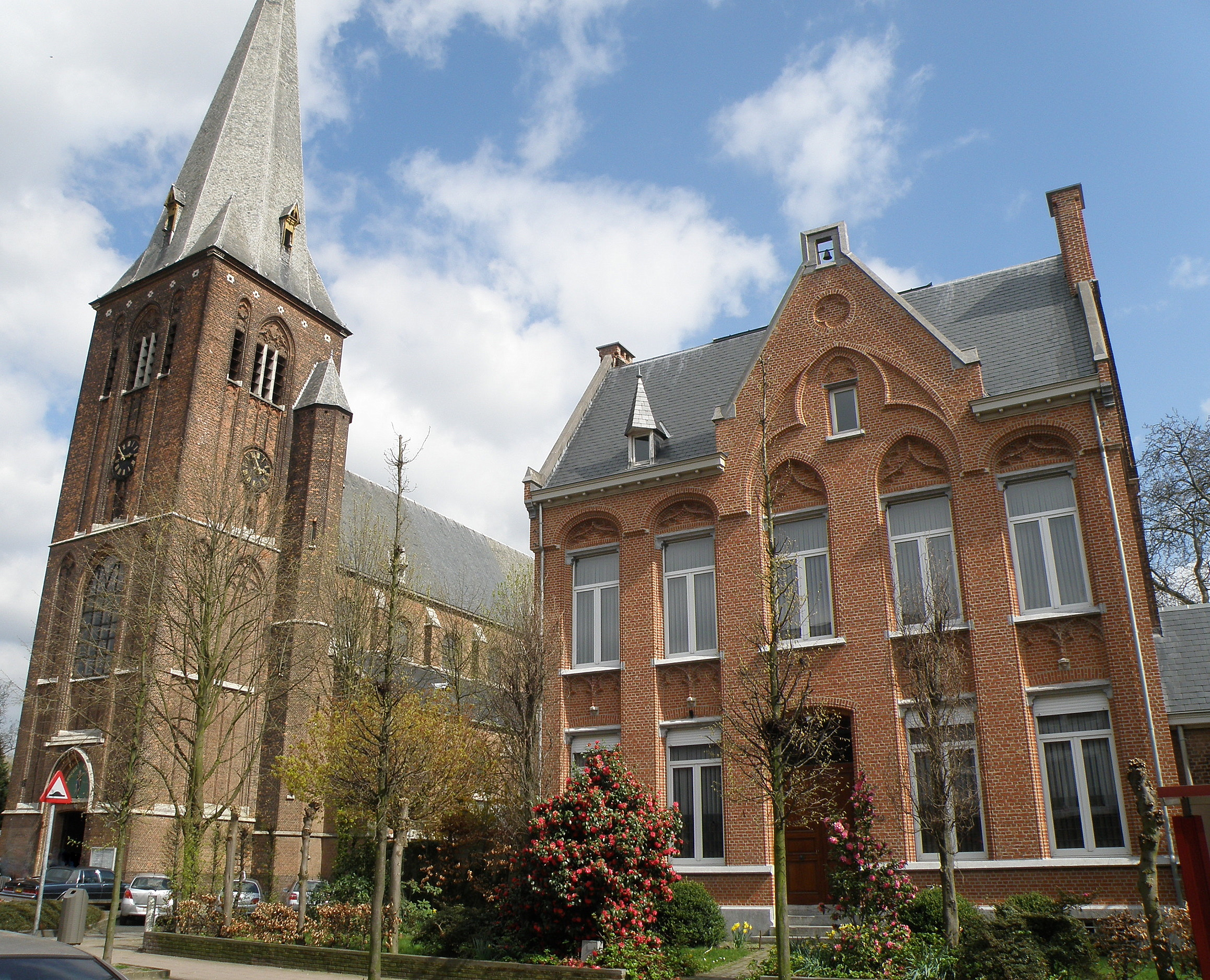
Neogotische parochiekerk Sint-Rochus en pastorij n.o.v. Frans Baeckelmans

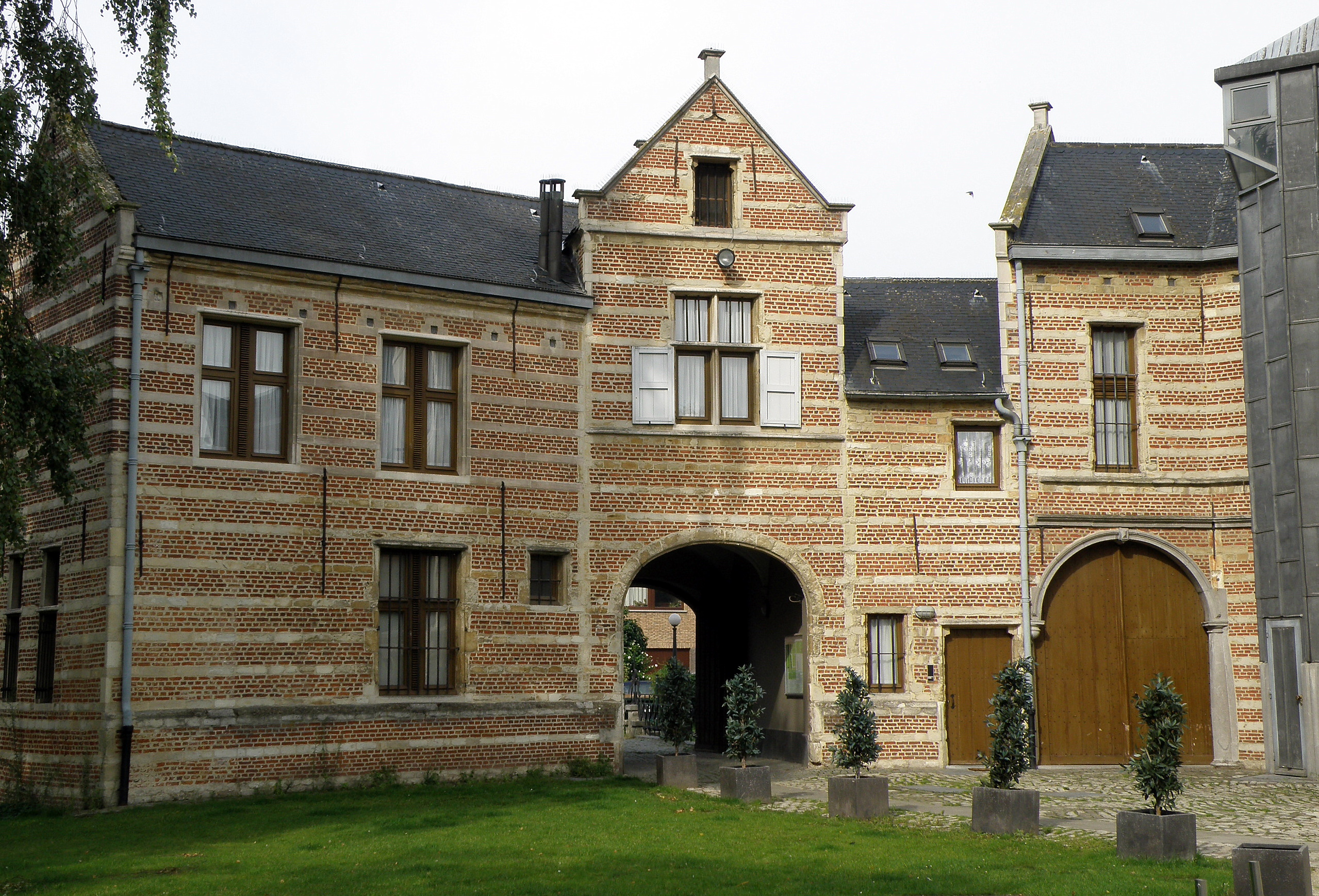
Bisschoppenhof, voormalig hof van plaisantie

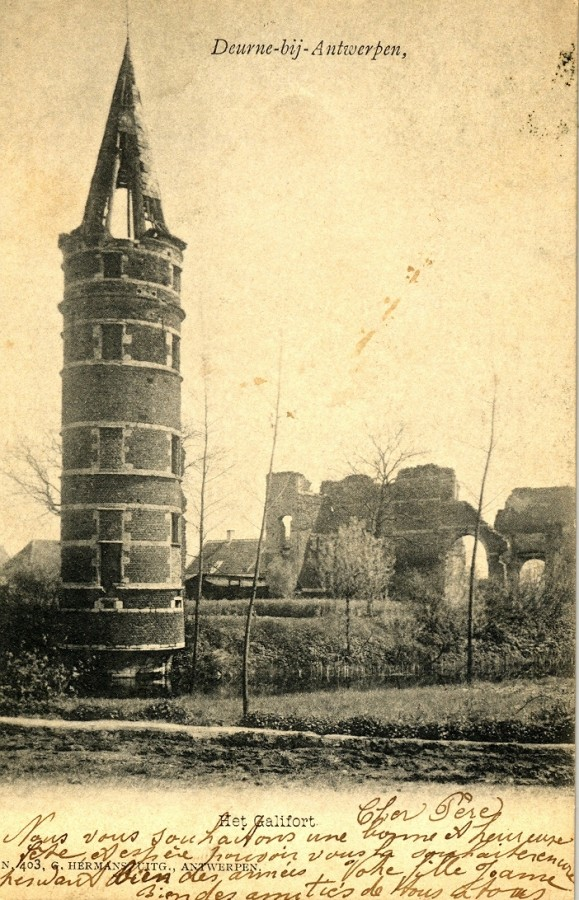
Ruïne van kasteel Gallifort

### Wapen en vlag
De beschrijving van het wapen (heraldiek) van Deurne (district) luidt als volgt: "In lazuur drie kepers van goud en een hartschild van hetzelfde, beladen met een boom van lazuur."
De beschrijving van de vlag van Deurne luidt als volgt: "Vijf even hoge banen, van blauw, van geel, van blauw, van geel en van blauw."

### Cultuurdiensten
Deurne heeft een cultuurdienst, cultuurraad en twee culturele centra, CC De Klap en Cinema Rix. Hoofdbibliotheek is Couwelaar, Bib Arena is een kleinere afdeling. De Cultuurprijs Deurne wordt jaarlijks uitgereikt aan verdienstelijke kunstenaars. Tijdens de zomermaanden worden in het openluchttheater OLT Rivierenhof regelmatig concerten in allerlei genres georganiseerd.
Slogan
Sinds 2020 wordt de slogan ‘Dees is wel Deurne’ gebruikt in communicatie van het district en gedrukt op gadgets.

## Mobiliteit

### Openbaar vervoer
Het district wordt aangedaan door de tramlijnen 5, 8, 9, 10 en 24. Daarnaast zijn er verbindingen met de bussen van De Lijn naar verschillende buurgemeenten.

### Luchtvaart
De Internationale Luchthaven Antwerpen aan de Luchthavenlei wordt voornamelijk gebruikt als zakenluchthaven en sinds 2015 ook voor toeristische vluchten. CityJet had er zijn hoofdkwartier en een onderhoudsloods en waren er ook privémaatschappijen zoals Abelag, en zakenluchtvaartmaatschappij Flying Group actief. Sinds 2015 worden er door TUI fly lijnvluchten uitgevoerd. Daarnaast zijn er de vliegscholen (Ben Air Flight Academy (BAFA) en Europilotcenter) en enkele vliegclubs (o.a. de Royal Antwerp Aviation Club) gevestigd, alsook ook het Stampe en Vertongen-luchtvaartmuseum.

## Economie
Reeds in de 17e eeuw bevond er zich een bierbrouwerij, in de 19e eeuw omgevormd tot stoombrouwerij De Ridder. De brouwerij ging failliet in 1928. Momenteel zijn de gebouwen eigendom van de Stad Antwerpen, die er verschillende socio-culturele instellingen in huisvest. De bottelarij werd omgebouwd tot school. De belangrijkste KMO-zones zijn gevestigd aan het Albertkanaal en aan de luchthaven.

## Sport
Het Bosuilstadion van Royal Antwerp FC is gelegen in het district. Het stadion werd ingehuldigd op 1 november 1923 met een wedstrijd tussen België en Engeland, die 40.000 toeschouwers aantrok. De club werd sinds 1923 vijfmaal landskampioen en elfmaal vicekampioen. Tevens won de club viermaal de Beker van België, en eenmaal de Supercup. Momenteel is de voetbalclub terug actief in de Eerste Klasse na dertien seizoenen (2017). In 2023 won het de dubbel (Beker en Titel) dankzij een doelpunt van Antwerpenaar Toby Alderweireld in minuut 93:33 van de laatste speeldag.
Een andere Deurnese voetbalclub is Rochus Deurne. De club werd opgericht in 1920 onder de naam Sint-Rochus Football Club Deurne. De club speelde in de jaren 30 van de twintigste eeuw een tijdlang in de nationale bevorderingsreeksen, maar zakte in 1938 opnieuw naar de provinciale reeksen. Een jaar eerder was de club gefusioneerd met FC Deurne (zelf een fusie van Voetbal Vereniging Deurne en Vlaamse Leeuw Deurne). Momenteel is de club actief in de 2de Prov. Antwerpen.
Daarnaast is er nog voetbalclub KVC Olympic Deurne. In haar begindagen (1917) hield de club, toen Olympic Sporting club, zich bezig met atletiek, worstelen en zwemmen. De voetbalclub werd in 1919 opgericht en in 1926 erkend door de Belgische Voetbalbond (BVB). De club is actief in de 3de Prov. Antwerpen.
IJsbaan Ruggeveld werd om veiligheidsredenen definitief gesloten in februari 2019. Eind september 2021 opende sportcomplex Sportoase Groot Schijn met o.a. een zwembad ter vervanging van het vroegere zwembad Arena en een ijsbaan.
De ijshockeyclub Phantoms Deurne die als thuisbasis de ijsbaan in Deurne heeft, werd vier keer landskampioen en won negen keer de Beker van België. Deze club is actief in de Eredivisie.
De Deurnese ijsberen hebben hun uitvalsbasis aan de ecologische zwemvijver in het Boekenbergpark. 
Deurne huisvest ook talrijke korfbalclubs. 

## Bekende Deurnenaar[16]

### Geboren
- Eduard Osy de Zegwaart (1832 - 1900), politicus
- Frans Joris (1851 - 1914), beeldhouwer
- Emile Jespers (1862-1918), beeldhouwer
- Gustaaf Wuyts (1897-1979), atleet
- Theo Van den Bosch (1913 - 1995), acteur en komiek
- Leopold Vermeiren (1914 - 2005), auteur van de De Rode Ridder-verhalen
- Bob Davidse (1920 - 2010), radio- en televisiepresentator
- Gaston Nuyts (1922 - 2016), componist, muziekpedagoog, dirigent, gitarist, contrabassist en slagwerker
- Théo Rasschaert (1927), syndicalist
- Piet Bultiauw (1928 - 2020), atleet
- Jos Wijninckx (1931 - 2009), politicus
- Leo Beyers (1933-2012), acteur, regisseur, filosoof
- Margareta Leemans (1933 - 2021), zakenvrouw
- Frans Van De Velde (1933 - 2017), acteur
- Raymond Van Dijck (1935 - 1997), atleet
- Marcel Colla (1943), politicus
- Koen Helsen (1961), politicus
- Erik Van Looy (1962), filmregisseur en quizpresentator
- Paul Verrept (1963), illustrator
- Katrien Schryvers (1964), politica
- Sigrid Spruyt (1964), journalist en gewezen nieuwsanker
- Marleen Van den Eynde (1965), politica
- Jurgen Verstrepen (1966), radio- en televisiepresentator, politicus
- Danny Timmermans (1968), acteur
- An Pierlé (1974), muzikante
- Björn Leukemans (1977), wielrenner
- Olivia Trappeniers (1997), zangeres
- Pascal Struijk (1999), profvoetballer
- Axelle Mollin (2001), skiester

### Woonachtig
Bekende personen die woonachtig zijn of waren in Deurne of er een andere significante band met hebben:
- Jan-Baptist Samyn (1875 - 1953), politicus
- Leo Scheere (1895 - 1963), politicus
- Lode Craeybeckx (1897 - 1976), politicus
- Jan Verbeeck (1913 - 2005), zanger
- Jan Mangelschots (1927 - 2016), politicus
- Aloïs De Backer (1937-2021), politicus
- Frank Geudens (1951), politicus
- Mieke Vogels (1954), politica
- Warre Borgmans (1956), acteur
- Dirk Van Duppen (1956 - 2020), politicus
- Guido Tastenhoye (1959 - 2007), politicus
- Herman Verbruggen (1963), acteur
- Truus Druyts (1970), actrice
- Bart De Wever (1971), politicus
- Meyrem Almaci (1976), politica

### Fictieve bewoners
- Het personage Linda Kelchtermans uit het Vlaamse radioprogramma Het Leugenpaleis woonde in Deurne.

## Nabijgelegen kernen
Antwerpen, Merksem, Schoten, Wijnegem, Wommelgem, Borsbeek, Mortsel, Berchem, Borgerhout